# Synagrops microlepis
Synagrops microlepis är en fiskart som beskrevs av Norman, 1935. Synagrops microlepis ingår i släktet Synagrops och familjen Acropomatidae. Inga underarter finns listade i Catalogue of Life.